# Parastemmiulus elektron
Parastemmiulus elektron (лат.) — вид вымерших двупарноногих многоножек из семейства Stemmiulidae, единственный в роде Parastemmiulus. Описан по образцу, найденному в мексиканском янтаре.

## История изучения
Parastemmiulus elektron описан по ископаемому образцу, обнаруженному во включении прозрачного куска мексиканского янтаря. Янтарь был найден в карьере Гваделупа Виктория и хранился в Институте Антропологии и Истории в Сан-Кристобаль-де-лас-Касас (Симоховель, штат Чьяпас, Мексика). Возраст янтаря датируется от 15 до 23 млн лет. Отложения образовались в экосистеме мангровых лесов на берегу реки или ручья.
Голотип ископаемого представляет собой зрелую самку. Он был изучен исследователями из Независимого университета штата Морелос и описан как новые род и вид в 2013 году. Название рода Parastemmiulus появилось как комбинация греческой приставки para-, означающего нахождение рядом, и Stemmiulus — названия типового рода семейства Stemmiulidae. Видовое название elektron образовано от греческого слова янтарь.
Кроме P. elektron описаны ещё два вида ископаемых многоножек по найденным в мексиканском янтаре представителям Maatidesmus paachtun и Anbarrhacus adamantis.
P. elektron является первым видом семейства Stemmiulidae, описанным по ископаемому образцу. Возможно ещё один вид этого семейства был описан по ископаемому образцу из доминиканского янтаря, однако в силу неполноты образца описание было частичным и потому сомнительное (nom. dub.).

## Описание
Самка P. elektron красновато-коричневого цвета с ножками коричневатого оттенка, переходящего в гиалиновый. Тело состоит из 46 сегментов и около 21 мм в длину. Окулярное поле мелкое и треугольное с 3 простыми глазками, расположенными сразу за антеннулами. Антеннулы состоят из 8 антенномер различной длины. Антенномера 2 является самой длинной, а 7 — самой короткой. Небольшое количество глазков, их различный размер, различная длина антенномеров в такой комбинации характерны только для отряда Stemmiulida. Однако, в отличие от ныне живущих представителей семейства Stemmiulidae P. elektron характеризуется наличием сенсорного органа Темешвари.